# Гефен, Авив
Авив Гефен (Геффен, ивр. אביב גפן‎ ; р. 10 мая 1973, Рамат-Авив) — израильский рок-певец, поэт и музыкант, сын поэта Йонатана Гефена. Как солист выпустил ряд дисков, ставших в Израиле золотыми и платиновыми; также известен как член группы Blackfield (со Стивеном Уилсоном).

## Биография
Авив Гефен — старший сын популярного в Израиле поэта-песенника Йонатана Гефена. В числе родственников Авива семья Даян, представителями которой являются генерал Моше Даян и кинематографист Аси Даян. Сестра Авива Шира также сделала карьеру в кинематографе. По воспоминаниям Авива, когда ему было четыре года, отец читал ему перед сном лирику таких авторов, как Боб Дилан, Джек Керуак и Леонард Коэн. Авив с детства писал песни и играл на музыкальных инструментах (в частности, в 11 лет он написал песню «Мама» для любительского фильма «Платочек»). Большое влияние на музыкальные вкусы Гефена-младшего оказали центральные фигуры израильского рока Шалом Ханох и Дэвид Броза.
В 1990 году Авив записал свой первый сингл — «Хавер» (рус. «Друг»), к которому сам написал слова и музыку. Диск был выпущен компанией «Хед Арци». Хотя сингл не стал особо популярным, вскоре за ним последовал первый альбом Гефена — «Зе рак ор ха-яреах» (рус. «Это только лунный свет»). Альбом был записан с группой «Тауйот» (рус. «Ашипки» — ивритское название группы включает две орфографических ошибки), в записи принимала участие и подруга Гефена Карин Офир. Концертные выступления с «Тауйот» принесли Гефену популярность, у них сформировалась постоянная группа молодых фанатов, которых называли «детьми лунного света». К 1992 году песни Авива начали включать в свои альбомы и более опытные эстрадные исполнители — в частности, Нурит Гальрон и Дафна Армони; в отдельности от провокативных текстов и эпатирующей внешности его музыка была выражением лучших традиций израильского рока. В 1992 году он снялся в фильме «Пляжные мальчики», для которого записал центральную песню, и стал постоянным участником программы учебного телевидения «Вопрос времени».
В 1993 году вышел второй и самый популярный альбом Гефена-младшего — «Ахшав меунан» (рус. «Сейчас облачно»). Музыка и тексты всех песен в альбоме, включая заглавную, были написаны самим Авивом. В том же году Гефен подготовил целый альбом для певицы Керен Хехт, написав 11 песен (одну из них на музыку Чайковского). Он стал также продюсером альбома, аккомпанировал исполнению Хехт и спел вместе с ней одну из песен альбома. В конце года его песню «Ливкот леха» (рус. «Плакать о тебе») записал Арик Айнштейн; в дальнейшем она вошла в альбом Айнштейна «У меня есть любовь», вышедший в начале 1995 года.
В своих следующих альбомах, «Авив Гефен III» и «Шумаком» (примерный перевод — «Нигде» или «Глушь»), Авив уже выступал не только как автор и исполнитель песен, но и как продюсер. В 1997 году вышел двойной альбом-сборник «Яреах мале» (рус. «Полнолуние»).
Знакомство с Берри Сахаровым и визит в Лондон, где он рассчитывал продолжать свою исполнительскую карьеру, привели к тому, что в 1998 году Гефен выпустил альбом «Халулим» (рус. «Пустые»), в корне отличавшийся от предыдущих. В этом альбоме только часть песен была исполнена с группой «Тауйот», музыка была мрачной и холодно-отстранённой. В записи альбома принимали участие Сахаров и Шалом Ханох, но публикой, не принявшей новый стиль Гефена, он был встречен хуже предыдущих. Тем не менее смена имиджа продолжалась. Гефен расстался с Иланой Беркович, которая была его подругой с 1993 года, и стал менее провокативно одеваться на выступлениях. Его концерты стали более интимными, он много пел соло или с единственным аккомпаниатором. Следующие его диски были лиричней, чем «Халулим».
В 2000 году Гефен сменил фирму грамзаписи. Его девятый альбом, «Йоман маса» (рус. «Дорожный журнал»), выпустила компания «Геликон», а в его записи участвовали Шалом Ханох и Арик Айнштейн. В 2003 году на экран вышел документальный фильм о Гефене «Авив», который в течение последних четырёх лет снимал режиссёр Томер Хайман. В сентябре того же года вышел сингл «Hello», записанный Гефеном вместе с солистом британской группы Porcupine Tree Стивеном Уилсоном. Это стало началом сотрудничества Гефена и Уилсона в рамках проекта Blackfield, и уже на следующий год они выпустили одноимённый альбом. В 2005 году Гефен попеременно выступал за границей и в Израиле, где с ним вместе пели британские коллективы Belle & Sebastian и Puressence. В середине года под заголовком «Ребёнок воскресенья» вышла его автобиография, а в сентябре он женился на модели Шани Придан, с которой был знаком семь лет. В июле 2007 года у Авива и Шани Придан родился сын Дилан. В том же году группа Blackfield выпустила свой второй альбом, Blackfield II, получивший хорошие отзывы критиков и поднявшийся до 31-го места в чарте Top Heatseekers.
Летом 2009 года вышел первый сольный английский альбом Гефена — Aviv Geffen, среди продюсеров которого были Тревор Хорн и Кен Нельсон. В 2011 году вышел третий альбом группы Blackfield — Welcome to my DNA.
Авив Гефен — один из лидеров израильской музыкальной индустрии по объёмам продаж: за первые семь лет карьеры восемь его дисков стали в Израиле платиновыми и золотыми, а всего в Израиле продано два миллиона копий его дисков.

## Общественная позиция
После выхода диска «Ахшав меунан» Гефен превратился в кумира израильской молодёжи, стал символом нового поколения и в то же время вызвал отторжение со стороны истеблишмента. В заглавной песне альбома Гефен поёт: «Мы трахнутое поколение» (ивр. אנחנו דור מזוין‎). С самого начала карьеры Гефен сознательно выбирал провокативный образ, появляясь на эстраде сильно накрашенным и нетрадиционно одетым (по выражению его противников, одеваясь, «как коксинель»). Музыковеды Регев и Серусси указывают, что аналогов такого эпатажного глэм-рока в израильской музыке не было, за исключением более ранних попыток Цвики Пика, а иностранный опыт такого рода хотя и был известен израильским любителям, но к 90-м годам уже вышел из моды.
В своих песнях, в особенности начиная с альбома «Шумаком», вышедшего в 1995 году, когда израильско-палестинский мирный процесс начал пробуксовывать, Гефен выражает настроение левых кругов израильского общества. Он был одним из участников гигантского концерта на площади Царей Израилевых в Тель-Авиве 4 ноября 1995 года, после которого был застрелен премьер-министр Израиля Ицхак Рабин. Гефен исполнял на этом концерте песню «Ливкот леха» (через восемь дней, на митинге памяти Рабина, он спел эту же песню, будучи одетым в бронежилет). В газетных интервью он говорит, что верит в мир с палестинцами, но считает, что первый шаг должен сделать Израиль; по его мнению, Израиль должен ликвидировать поселения на Западном берегу Иордана и передать палестинцам Восточный Иерусалим.
Хотя Гефен должен был быть освобождён от воинской службы по состоянию здоровья, он счёл необходимым объявить о принципиальном отказе от призыва, пригрозив в случае, если его призовут на службу, покончить с собой. В 1993 году в интервью газете «Маарив» он заявлял, что выступает против армейского мачоизма и армии, как инструмента государственного насилия. Тем не менее со временем его взгляды стали более умеренными, и в 2001 году его удалось мобилизовать для резервистской службы в тылу. В том же году он согласился на использование своей песни в предвыборном агитационном джингле лидера правой сионистской партии «Ликуд» Ариэля Шарона. После похищения палестинскими боевиками из сектора Газа израильского солдата Гилада Шалита Гефен посвятил ему песню «Ха-Йелед шель кулану» (рус. Наш общий сын), а в 2009 году выступил в поддержку операции «Литой свинец». Впрочем, позднее он заявлял, что операция продолжалась слишком долго и повлекла слишком много жертв.

## Дискография
Приводится на основе дискографии на сайте MOOMA.com, дискографии на портале Allmusic и дискографии на официальном сайте.

### Студийные альбомы
| Дата релиза | Название                                                          | Лейбл        | Продажи | Позиции в чартах | Сертификация           |
| ----------- | ----------------------------------------------------------------- | ------------ | ------- | ---------------- | ---------------------- |
| 1992        | Зе рак ор ха-яреах (ивр. זה רק אור הירח‎ — Это только лунный свет) | Хед арци     |         |                  | Платиновый (Израиль)   |
| 1993        | Ахшав меунан (ивр. עכשיו מעונן‎ — Сейчас облачно)                  | Хед арци     |         |                  | 2хПлатиновый (Израиль) |
| 1994        | Авив Гефен III (ивр. אביב גפן III‎)                                | Хед арци     |         |                  | Платиновый (Израиль)   |
| 1995        | Шумаком (ивр. שומקום‎ — Нигде)                                     | Хед арци     |         |                  | Платиновый (Израиль)   |
| 1996        | Ха-михтав (ивр. המכתב‎ — Письмо)                                   | Хед арци     |         |                  | Платиновый (Израиль)   |
| 1998        | Халулим (ивр. חלולים‎ — Пустые)                                    | Хед арци     |         |                  |                        |
| 1999        | Лейлот леваним (ивр. לילות לבנים‎ — Белые ночи)                    | Хед арци     |         |                  | Платиновый (Израиль)   |
| 2000        | Йоман маса (ивр. יומן מסע‎ — Путевой журнал)                       | Геликон      |         |                  | Платиновый (Израиль)   |
| 2002        | Мементо мори (ивр. ממנטו מורי‎)                                    | Геликон      |         |                  | Золотой (Израиль)      |
| 2006        | Им ха-зман (ивр. עם הזמן‎ — Со временем)                           | Геликон      |         |                  | Золотой (Израиль)      |
| 2009        | Aviv Geffen                                                       | 2006 Records |         |                  |                        |
| 2012        | Псифас (ивр. פסיפס‎ — Мозаика)                                     | Геликон      |         |                  |                        |

### Сборники и специальные издания
| Дата релиза | Название                                                    | Лейбл    | Продажи | Позиции в чартах | Сертификация |
| ----------- | ----------------------------------------------------------- | -------- | ------- | ---------------- | ------------ |
| 1997        | Яреах мале (ивр. ירח מלא‎ — Полнолуние)                      | Хед арци |         |                  |              |
| 2007        | Рак ширей ахава (ивр. רק שירי אהבה‎ — Только любовные песни) |          |         |                  |              |
| 2008        | LIVE (концертный, двойной CD+DVD)                           | Геликон  |         |                  |              |

### C группойBlackfield
| Дата релиза | Название          | Лейбл         | Продажи | Позиции в чартах | Сертификация |
| ----------- | ----------------- | ------------- | ------- | ---------------- | ------------ |
| 2004        | Blackfield        | Snapper Music |         |                  |              |
| 2007        | Blackfield II     | Snapper Music |         |                  |              |
| 2011        | Welcome to my DNA | Kscope        |         |                  |              |
| 2013        | Blackfield IV     | Kscope        |         |                  |              |